# Toute une vie (bande dessinée)
Pour les articles homonymes, voir Toute une vie (homonymie).
Toute une vie est une série de bande dessinée écrite par Claude Lelouch, dessinée Bernard  Swysen et coloriée par Fred Burton puis Swysen lui-même.
Publié en 2004-2005 par Soleil, ce diptyque est une adaptation fidèle du film homonyme de Lelouch sorti en 1970.

## Albums
- Toute une vie, Soleil, coll. « Autres mondes » :

1. Sarah, 2004  (ISBN 2-84565-793-5)[2].
2. Simon, 2005  (ISBN 2-84946-265-9).

### Documentation
- Bernard Swysen et Claude Lelouch (int. par Nicolas Anspach), « Lelouch & Swysen : "Le film ’Toute Une Vie’ et son adaptation BD sont complémentaires" », sur Actua BD, 2005-10-15 consulté le=2020-11-3

### Lien web
- « Toute une vie », sur bedetheque.com.